# Theater des Ostens

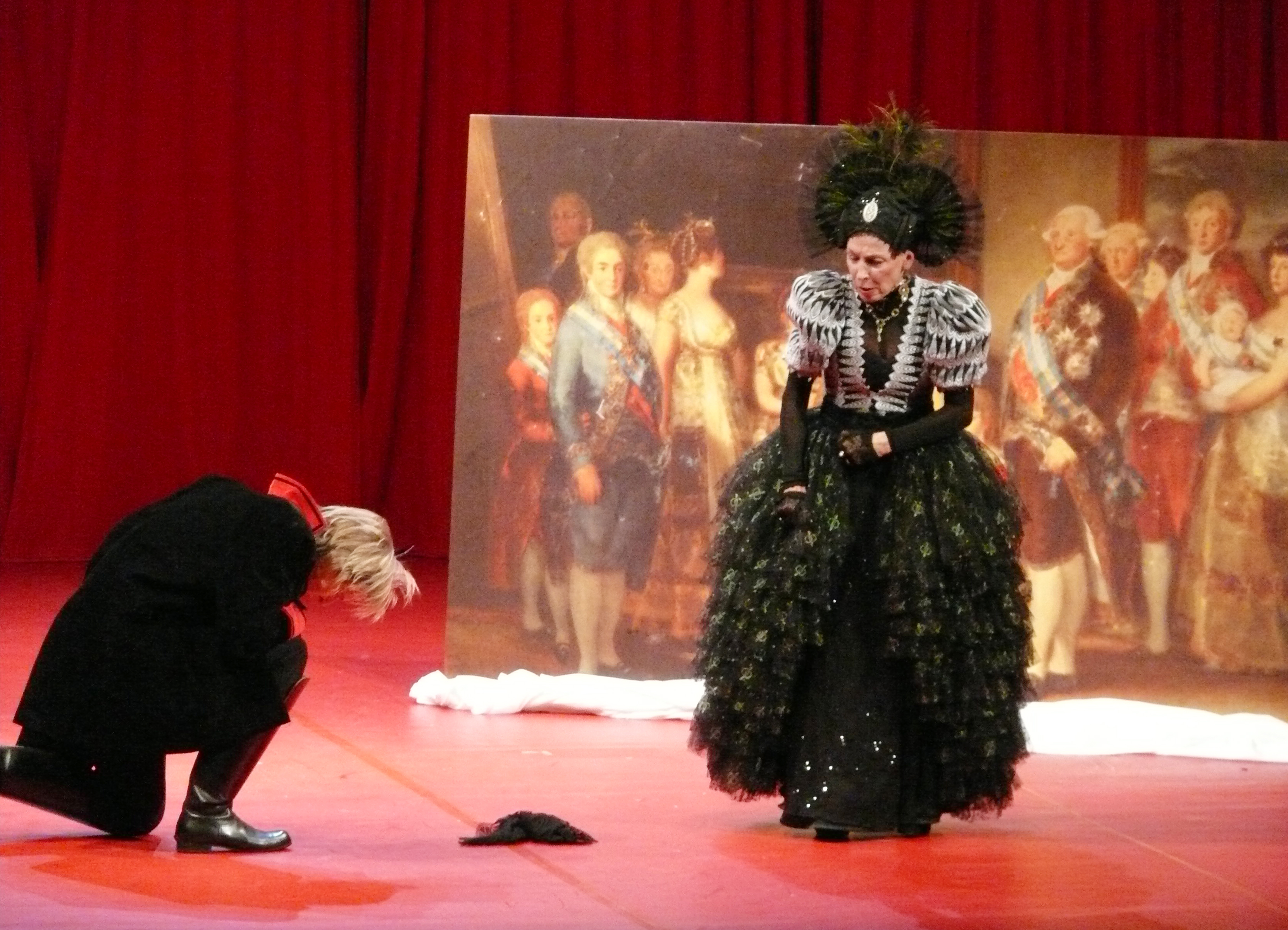
Vera Oelschlegel in Goya, Wels, Oktober 2007

Das Theater des Ostens war ein deutsches Tourneetheater.

## Geschichte
Es wurde 1990 als erstes und einziges Tourneetheater der Neuen Bundesländer von Vera Oelschlegel, Gregor Edelmann und André Plath mit dem Ziel gegründet, geschlossene Ensembleleistungen auf hohem sprachlichen und darstellerischen Niveau zu erarbeiten. Dabei soll handwerkliche, an alter Schulung orientierte Theaterarbeit geleistet werden.
Die Produktion Der Name der Rose von Umberto Eco wurde von den Mitgliedern der Interessengemeinschaft der Städte mit Theatergastspielen INTHEGA mit dem 2. Preis der Spielzeit 2003/04 ausgezeichnet. Außerdem wurde die Produktion vom Balinger Publikum mit dem Balinger Theaterpreis als beste Aufführung der Spielzeit 2003/04 ausgezeichnet. In den Hauptrollen spielen Dieter Wien (William von Baskerville), Fabian Oscar Wien (Adson von Melk) und Helmut Krauss (Abt Abo), die Regie stammt von Vera Oelschlegel, das Bühnenbild von Reinhart Zimmermann und die Kostüme von Elke Eckardt.
Wie im Jahr 2012 angekündigt, hat das Theater nach der Spielzeit 2012/2013 den Tourneebetrieb eingestellt.

## Produktionen
- Friedrich Nietzsche – Ich bin die Einsamkeit als Mensch – Buch/Regie Gregor Edelmann(1990)
- August Strindberg – Totentanz – Regie Gregor Edelmann, Bühnenbild Peter Kempe, Kostüme Christine Stromberg (1991)
- Eugène Ionesco – Die Stühle – Regie Ekkehard Emig, Bühnenbild Reinhart Zimmermann, Kostüme Eleonore Kleiber (1991)
- Rainer Maria Rilke – Recital – mit Vera Oelschlegel und Hans-Peter Minetti (1992)
- Jean Racine – Phädra – Regie Gregor Edelmann, Bühnenbild Reinhart Zimmermann, Kostüme Eleonore Kleiber (1994)
- Gregor Edelmann – Die letzte Liebe des Marquis de Sade – Regie Vera Oelschlegel, mit Hans-Peter Minetti und Patricia Ell, Bühnenbild Reinhart Zimmermann, Kostüme Eleonore Kleiber (1994–1995)
- Frank Wedekind – Fritz Schwigerling oder Der Liebestrank – Regie Vera Oelschlegel, Musik Bernd Wefelmeyer, Choreografie D. Efstratiou, Bühnenbild Reinhart Zimmermann, Kostüme Eleonore Kleiber (1995)
- Ira Levin – Die Todesfalle – Regie Gregor Edelmann, Bühnenbild Reinhart Zimmermann, Kostüme Eleonore Kleiber (1995)
- Ernst Jünger – Ein Porträt »Ich lebe« Das heißt: ich mache einen Ausflug in die Zeit – Buch Frank Hörnigk (1995)
- Anton Tschechow – Der Kirschgarten – Regie Vera Oelschlegel, Bühnenbild Reinhart Zimmermann, Kostüme Eleonore Kleiber (1996)
- Henrik Ibsen – Gespenster – Regie Vera Oelschlegel, Bühnenbild Reinhart Zimmermann, Kostüme Eleonore Kleiber (1997)
- Brecht – Revue – Denn wie man sich bettet, so liegt man oder Was kostet die Welt? - Buch/Regie Manfred Wekwerth, Bühnenbild Reinhart Zimmermann, Kostüme Ursula Wolf (1998)
- Johann Wolfgang Goethe – Iphigenie auf Tauris – Regie Manfred Wekwerth, Bühnenbild Reinhart Zimmermann, Kostüme Ursula Wolf (1998)
- Manfred Wekwerth – Gefährliche Liebschaften – Szenen nach Choderlos de Laclos – Regie Manfred Wekwerth, Bühnenbild Reinhart Zimmermann, Kostüme Ursula Wolf (1999)
- Heiner Müller – Der glücklose Engel oder Frauenbilder – Buch Gregor Edelmann (2000)
- Bernard Shaw – Die Millionärin – Regie Kurt Veth, Bühnenbild Reinhart Zimmermann, Kostüme Ursula Wolf (2000)
- Maxim Gorki – Kinder der Sonne – Regie Vera Oelschlegel, Bühnenbild Reinhart Zimmermann, Kostüme Elke Eckardt (2001)
- Bernard Shaw – Die heilige Johanna – Regie Jürgen Kern, Bühnenbild Reinhart Zimmermann, Kostüme Elke Eckardt (2003)
- Umberto Eco – Der Name der Rose – Regie Vera Oelschlegel, Bühnenbild Reinhart Zimmermann, Kostüme Elke Eckardt (2003)
- Theodor Storm – Der Schimmelreiter – Regie Vera Oelschlegel, Bühnenbild Reinhart Zimmermann, Kostüme Elke Eckardt (2005)
- Der tolle Tag – Regie Vera Oelschlegel, Bühnenbild Reinhart Zimmermann, Kostüme Elke Eckardt (2006)
- Goya nach dem Roman von Lion Feuchtwanger – Regie Vera Oelschlegel, Bühnenbild Reinhart Zimmermann, Kostüme Elke Eckardt (2007)
- William Shakespeare – Die lustigen Weiber von Windsor – Regie Vera Oelschlegel, Bühnenbild Reinhart Zimmermann, Kostüme Elke Eckardt (2009)
- Herman Melville – Moby Dick – Regie Vera Oelschlegel, Bühnenbild Reinhart Zimmermann, Kostüme Elke Eckardt (2010)